# مهدی حسنی
مهدی حسنی (۱۳۵۶ – ۵ مرداد ۱۴۰۴) فعال سیاسی و زندانی سیاسی ایرانی بود که به اتهام همکاری با سازمان مجاهدین خلق ایران و فعالیت‌هایش علیه جمهوری اسلامی، دستگیر و در ۵ مرداد ۱۴۰۴ اعدام شد.
مهدی حسنی و بهروز احسانی در اواخر شهریور ۱۴۰۳، توسط شعبه ۲۶دادگاه انقلاب تهران به ریاست قاضی ایمان افشاری به اعدام محکوم شده و روز ۱۸ دی حکم اعدام این دو زندانی بدون طی مراحل دادگاه تجدیدنظر توسط دیوان عالی کشور به تأیید رسید. در ۷ بهمن ۱۴۰۳ به‌طور ناگهانی او را به بهانه «انجام فیزیوتراپی» از بند هشت زندان خارج کردند و به زندان قزل‌حصار منتقل کردند که موجی از نگرانی را به‌وجود آورد.
مهدی حسنی به همراه بهروز احسانی سحرگاه ۵ مرداد ۱۴۰۴ بدون اطلاع به خانواده و وکلای آنها اعدام شدند.

## زندگی
مهدی حسنی زادهٔ ۱۳۵۶ در شهر ری بود. او پس از اتمام تحصیلات به شغل آزاد پرداخت. وی متأهل و دارای ۳ فرزند بود.

## بازداشت، زندان و شکنجه
مهدی حسنی در ۱۸ شهریور ۱۴۰۱ در زنجان بازداشت و به بندهای ۲۰۹ و ۸ زندان اوین منتقل گردید و مدت‌ها تحت شکنجه‌های جسمی و روحی قرار داشت.
او به دلیل بیماری‌های جسمی ازجمله بیماری سیاتیک نیازمند رسیدگی‌های پزشکی بود و بهداری زندان نیز به دلیل نداشتن امکانات با درخواست اعزام به مراکز درمانی خارج زندان وی موافقت کرده بود ولی مقامات زندان، نهادهای امنیتی با این درخواست موافقت نکردند.

## حکم اعدام
مهدی حسنی و بهروز احسانی اسلاملو در اواخر شهریور ۱۴۰۳ به اتهام عضویت در سازمان مجاهدین، بغی، محاربه، افساد فی الارض، و اجتماع و تبانی علیه امنیت ملی در شعبه ۲۶ دادگاه انقلاب اسلامی به ریاست ایمان افشاری به اعدام محکوم شدند. و در ۱۸ دی حکم آنها تأیید شد.
یکشنبه ۷ بهمن ۱۴۰۳ مهدی حسنی و بهروز احسانی اسلاملو را به‌صورت جداگانه و به بهانه درمان از بندهای ۴ و ۸ زندان اوین خارج کرده و به مکان نامعلومی (به احتمال زیاد به بند امن واحد ۳ قزلحصار) منتقل کردند.
طی گذراندن دوران محکومیت، بهروز احسانی اسلاملو در زندان با اعتصاب غذای زندانیان همراهی کرد و در کارزار سه‌شنبه‌های نه به اعدام شرکت داشت. وی در دوران سه سال بازداشت، تحت شکنجه و دوره‌های طولانی انفرادی قرار داشت.
تنها سه هفته پیش از این اعدام‌ها خبرگزاری فارس، وابسته به سپاه پاسداران، اعدام‌های دسته‌جمعی سال ۱۳۶۷ در ایران را تجربه‌ای موفق توصیف کرد و خواستار تکرار آن برای مقابله با مخالفان کنونی حکومت جمهوری اسلامی شد.

### واکنش‌ها به حکم اعدام
صدور و تأیید حکم اعدام این زندانی سیاسی در ایران و جهان به شدت مورد اعتراض قرار گرفته است:
زندانیان سیاسی زندان اوین در واکنش به انتقال دو زندانی سیاسی مهدی حسنی و بهروز احسانی در جلوی نگهبانی زندان دست به اعتراض زده‌اند.
سازمان عفو بین‌الملل در روزهای ۲۶ دی و ۳ بهمن ۱۴۰۳ با صدور درخواست‌های فوری، خواستار لغو فوری احکام اعدام این دو زندانی شد. در این بیانیه اعلام شده است که این زندانیان، پس از دستگیری تحت شکنجه و سایر بدرفتاری‌ها از جمله سلول انفرادی طولانی مدت قرار گرفته‌اند تا اقرار کنند و محاکمه آنها توسط دادگاه انقلاب در تهران به شدت ناعادلانه بوده است.
در ۷ بهمن ۱۴۰۳ گروهی متشکل از ۲۲۲ کارشناس برجسته بین‌المللی و سازمان‌های غیردولتی با ارسال نامه‌ای فوری به فولکر تورک، کمیسر عالی حقوق بشر سازمان ملل، خواستار مداخله فوری او برای جلوگیری از اعدام بهروز احسانی و مهدی حسنی زندانیان سیاسی ایرانی شدند.
در ۲ آوریل ۲۰۲۵ پارلمان اروپا طی قطعنامه‌ای دربارهٔ موج اعدام‌ها در ایران و تأیید احکام اعدام فعالان بهروز احسانی و مهدی حسنی تصمیم دیوان عالی حکومت ایران را که در شرایط غیرانسانی بازداشت و در محاکمات ناعادلانه محکوم شده‌اند، محکوم کرد.
نامه فوری بیش از ۱۵۰ شخصیت سیاسی و بین‌المللی به فولکر تورک، کمیسر عالی حقوق‌بشر سازمان ملل: «ما به‌طور فوری خواستار مداخله شما برای نجات بهروز احسانی، ۶۹ساله، و مهدی حسنی ۴۸ساله، زندانیان سیاسی ایرانی که با خطر اعدام قریب‌الوقوع مواجه هستند، می‌باشیم. احکام اعدام آنان در تاریخ ۷ ژانویه ۲۰۲۵ توسط دیوان عالی ایران تأیید شد؛ این تأییدیه پس از محاکمه‌ای ناعادلانه به اتهاماتی مرتبط با فعالیت‌های سیاسی آنان صادر شد.»
شورای ملی مقاومت ایران ۸ بهمن ۱۴۰۳ طی بیانیه‌ای گفت که بهروز احسانی و مهدی حسنی بدون اطلاع قبلی روز یکشنبه از زندان اوین در تهران به زندان قزل‌حصار کرج در خارج از پایتخت منتقل شدند. به گفته این شورا و عفو بین‌الملل، شش زندانی سیاسی دیگر که به عضویت مجاهدین خلق متهم شده‌اند نیز در معرض خطر اعدام هستند.

## پیام‌های مهدی حسنی
روزنامه سان ژانویه ۲۰۲۵ بدنبال حکم اعدام مهدی حسنی یک پیام صوتی از او را منتشر کرد که در آن به شدت بی‌رحمی آخوندها را محکوم کرده بود. سان نوشت: «شجاع تا آخر: 'آماده‌ام'»؛ این سخنان قوی یک زندانی ایرانی است که قرار است آخرین نفر اعدام شده توسط رژیم وحشی باشد که به شدت به سرکوب مخالفت‌ها می‌پردازد.
مهدی حسنی، تلاش کرده بود صدای خود را به گوش برساند و در ماه فوریه ۲۰۲۴ به سازمان‌های حقوق بشری نامه نوشت تا شکنجه‌هایی را که تحمل کرده بود افشا کند و بی‌گناهی خود را اعلام نماید.

## اعدام
در سحرگاه ۵ مرداد ۱۴۰۴ مهدی حسنی به همراه بهروز احسانی اسلاملو اعدام شدند. این اعدام‌ها بدون اطلاع وکلا و خانواده این زندانیان سیاسی صورت گرفته است. احکام آنها پس از محاکمه‌ای پنج دقیقه‌ای صادر شده بود که در طول آن اجازه دفاع از خود را نداشتند. آن‌ها به مدت دو سال از دسترسی به وکلای خود محروم بودند. حکومت ایران از تحویل اجساد احسانی و حسنی به خانواده‌های شان خودداری کرد.

### واکنش‌ها به اعدام
کمیسیون بین‌المللی مبارزه با مجازات اعدام یا کمیسیون (ICDP) در ۲۹ ژوئیه ۲۰۲۵ طی بیانیه‌ای از تشدید استفاده از مجازات اعدام در ایران، از جمله با اتهامات با انگیزه سیاسی اظهار نگرانی کرد. ناوی پیلای، رئیس این کمیسیون با اشاره به اعدام بهروز احسانی و مهدی حسنی گفت: «در ۲۷ ژوئیه، گزارش‌های رسیده به کمیسیون بین‌المللی مبارزه با مجازات اعدام حاکی از آن است که اعدام دو مرد، بهروز احسانی و مهدی حسنی، به‌طور مخفیانه و با چوبه دار انجام شده است… گزارش شده است که آنها شکنجه شده و برای مدت طولانی در بازداشت انفرادی به سر برده‌اند، تقریباً دو سال از دسترسی به وکلای خود محروم بودند… در یک محاکمه کوتاه با عدم اجازه دفاع از خود مواجه بودند. اعدام آنها بدون اطلاع قبلی انجام شد و خانواده‌هایشان را از آخرین ملاقات محروم کرد… گزارش شده است که آقای احسانی و آقای حسنی، از داخل زندان، به مدت ۱۸ ماه هر سه‌شنبه در چارچوب کارزار سه‌شنبه‌های نه به اعدام با اعتصاب غذا به مجازات اعدام اعتراض کرده بودند.»
یک روز پس از اعدام بهروز احسانی و مهدی حسنی، سازمان ملل متحد از ایران خواست به مجازات اعدام پایان دهد و دربارهٔ «افزایش نگران‌کننده اعدام‌ها» هشدار داد. در بیانیه فولکر تورک، کمیسر عالی حقوق بشر سازمان ملل متحد، آمده است: «گزارش‌هایی مبنی بر اعدام صدها نفر در ایران در سال جاری به‌وضوح نشان‌دهنده وخامت شدید اوضاع و نیاز فوری به توقف استفاده از مجازات اعدام است.» فولکر تورک گفت که بررسی‌ها نشان داده است که روند قضائی در بسیاری از موارد پشت درهای بسته برگزار شده و ضوابط دادرسی عادلانه و ضمانت‌های قانونی رعایت نشده است.
کریستین بکرل، معاون مدیر منطقه‌ای خاورمیانه و شمال آفریقا در سازمان عفو بین‌الملل، در واکنش به اعدام‌های خودسرانه مخالفان سیاسی شکنجه‌شده، بهروز احسانی، ۶۹ ساله، و مهدی حسنی، ۴۸ ساله، که مخفیانه در زندان قزل حصار کرج، در ۲۷ ژوئیه انجام شد، گفت: «بهروز احسانی و مهدی حسنی در بحبوحه بحران وحشتناک اعدام در ایران که منجر به اعدام نزدیک به ۷۰۰ نفر در سال جاری شده است، خودسرانه اعدام شدند. بهروز احسانی و مهدی حسنی به مدت ۱۸ ماه، هر سه‌شنبه در اعتراض به مجازات اعدام، در چارچوب کمپین «سه‌شنبه‌های نه به اعدام»، دست به اعتصاب غذا زده بودند. اعدام آنها نشان‌دهنده استفادهٔ بی‌رحمانهٔ مقامات از مجازات اعدام به عنوان ابزاری برای سرکوب سیاسی در مواقع بحران ملی برای سرکوب مخالفان و گسترش ترس در میان مردم است.»
مریم رجوی، رئیس‌جمهور منتخب شورای ملی مقاومت ایران، اعدام بهروز احسانی و مهدی حسنی را محکوم کرد و سخنان پایانی بهروز احسانی را نقل کرد: «ما هرگز - تحت هیچ شرایطی - تسلیم این رژیم خونخوار و جنایتکار نخواهیم شد. هرگز تسلیم تحقیر نخواهیم شد.» وی گفت: این وحشیگری تنها خشم و نفرت مردم ایران را شعله‌ورتر می‌کند و عزم جوانان شجاع ایران را برای پایان دادن به استبداد مذهبی دوچندان می‌کند. رجوی از سازمان ملل و تمامی کشورهای عضو آن خواست تا «اقدامات قاطعی علیه این جنایت وحشیانه انجام دهند و افزود: «زمان آن فرا رسیده که تصمیمات ملموس و مؤثری علیه این رژیم اعدام و شکنجه اتخاذ شود.»
سازمان مجاهدین خلق ایران، اعدام بهروز احسانی و مهدی حسنی را «جنایتی وحشیانه» خواند و محکوم کرد.